# Colostethus imbricolus
Colostethus imbricolus es una especie de anfibio anuro de la familia Dendrobatidae.

## Distribución geográfica
Esta especie es endémica del departamento de Chocó en Colombia. Habita en las cercanías de Alto del Buey entre los 200 y 300 m de altitud.

## Etimología
El nombre específico imbricolus proviene del latín imber, la lluvia y colus, habitante, con referencia al clima de la localidad típica de esta especie.

## Publicación original
- Silverstone, 1975 : Two new species of Colostethus (Amphibia: Anura: Dendrobatidae) from Colombia. Natural History Museum of Los Angeles County Contributions in Science, n.º 268, p. 1-10[5]